# La città che dimenticò di respirare
La città che dimenticò di respirare è un libro scritto da Kenneth J. Harvey ed uscito nel 2003, pubblicato da Einaudi.

## Trama
Il libro è ambientato a Terranova, una grande isola canadese nell'Oceano Atlantico, forse il primo insediamento europeo sul continente americano.
Estate. In un villaggio di poche centinaia di anime, un numero crescente di abitanti dimentica a poco a poco come si respira. Joseph e la figlia Robin approdano nell'isola per le vacanze. La bambina ha un gran talento nel disegnare. E i suoi disegni sono premonitori di altri strani eventi: c'è chi vede un calamaro gigante; chi pesca uno squalo albino; chi incontra i fantasmi di persone morte da tempo; c'è chi avvista il primo di una serie di cadaveri che l'oceano restituisce alla terra. Soltanto i bambini come Robin paiono essere immuni dal virus, e non esitano ad accettare le stranezze cui assistono. La Natura rivelerà agli uomini che ne hanno tradito il corso più oscuro e ancestrale dell'esistenza.

## Traduzione italiana
Alessandra Montrucchio, la traduttrice italiana, ha scelto di rendere la parlata dialettale di alcuni personaggi con il dialetto abruzzese.

## Film
I diritti cinematografici sono stati acquisiti dalla compagnia di produzione Ladyhawke Ventures.